# Die Göttin der Vernunft
Die Göttin der Vernunft ist die letzte von Johann Strauss selbst geschriebene Operette, uraufgeführt am 13. März 1897 im Theater an der Wien unter der Direktion von Alexandrine von Schönerer.
Alexander Girardi war wegen Differenzen mit der Direktion nicht mit dabei. Johann Strauss blieb erstmals einer Uraufführung fern.
Die Operette wurde 36 Mal in Folge aufgeführt. Zur 25. Aufführung am 6. April 1897 steuerte Johann Strauss noch die Ouvertüre bei.
Die Operette war lange Zeit vergessen und wurde auf Betreiben der Johann Strauss Society of Great Britain und des Wiener Institutes für Strauss Forschung im Dezember 2009 in Žilina (Slowakei) konzertant wieder aufgeführt. Die bei dieser Gelegenheit gemachte Aufnahme wurde 2011 als Doppel-CD von Naxos veröffentlicht.
Das Textbuch stammt von Alfred Maria Willner und Bernhard Buchbinder. Die Handlung spielt zur Zeit der Französischen Revolution.
Die Operette wurde auf Betreiben von Adele Strauss 1909 mit einem neuen Textbuch von Felix Salten versehen unter dem Titel Reiche Mädchen am 30. Dezember 1909 im Wiener Raimund Theater neu herausgebracht. Wenige Wochen vorher hatte der Librettist Alfred Willner das Textbuch neu bearbeitet und Franz Lehár angeboten, mit dem er im selben Hause wohnte. Dieser vertonte es, und unter dem Titel Der Graf von Luxemburg wurde es ein Erfolg, der bis heute anhält. Reiche Mädchen ist hingegen vergessen.

## Historischer Hintergrund
Der Titel der Operette hat einen historischen Hintergrund. Im Verlauf der Französischen Revolution wurde unter anderem auch die neue Glaubensform Kult der Vernunft eingeführt. Diese Bewegung richtete sich gegen die bisherige religiöse, christlich orientierte Tradition und damit in Frankreich vor allem gegen die Katholische Kirche. Die Bewegung war relativ kurzlebig und hatte von Ende 1793 bis Mitte 1794 ihren Zenit. Einer der Höhepunkte dieser Bewegung war das sogenannte Fest der Vernunft am 10. November 1793 in der Kirche Notre Dame in Paris. Das Fest wurde von Pierre-Gaspard Chaumette organisiert. Höhepunkt war der Einzug einer als Göttin der Vernunft bezeichneten nackten Frau in die Kirche. Von diesem Ereignis bzw. dieser Namensgebung her leitet sich der Titel der Operette ab.

## Entstehungsgeschichte
Am 11. Juli 1896 wurde im Illustrierten Wiener Extrablatt erstmals über das neue Operettenprojekt von Johann Strauss berichtet. Zu diesem Zeitpunkt waren die ersten drei Nummern der Partitur bereits fertiggestellt. Allerdings kannte Strauss das gesamte Buch noch nicht. Als er Anfang August das komplette Textbuch vor sich hatte, war er mit dessen Inhalt unzufrieden. Er glaubte, dass sich im damaligen konservativ-katholischen Österreich ein antichristlicher Stoff nicht durchsetzen könne und wollte aus dem Projekt aussteigen. Nachdem man ihn auf die rechtlichen Konsequenzen eines Vertragsbruchs hingewiesen hatte, setzte er seine Arbeit an dem Werk schließlich doch fort und vollendete die Operette in den folgenden Monaten. Immer noch verstimmt und wohl auch um einen Erfolg des Werkes fürchtend, ließ er sich bei der Uraufführung wegen einer Erkältung entschuldigen. An seiner Stelle dirigierte Adolf Müller die Premiere. Strauss ließ sich telefonisch über deren Verlauf informieren. Die anschließenden Kritiken reichten von überschwänglicher Begeisterung bis zur völligen Geringschätzung. Es gab viel Zustimmung und Begeisterung, vor allem von den Strauss-Anhängern, die dem Werk eine große Zukunft vorhersagten. Aber es gab auch die von Strauss befürchtete harsche Kritik. Nach 36 Aufführungen verschwand die Operette wieder vom Spielplan.

## Handlung
Jaquelin ist ein Karikaturenzeichner, der früher in Paris mit der Sängerin Ernestine gelebt hat. Während der Französischen Revolution muss er aus politischen Gründen aus der Hauptstadt fliehen. Zu Beginn der Handlung befindet er sich in der Verkleidung eines Theaterdirektors in einem Heerlager bei Chalons. Er will für sich und Ernestine, die allerdings noch in Paris ist, Pässe zur Ausreise beschaffen. Ernestine hat aber zunächst andere Pläne. Sie will die Göttin der Vernunft spielen und deshalb zumindest vorerst in Paris bleiben. In der Zwischenzeit machen sich drei, als Jakobiner bezeichnete, Geheimpolizisten auf die Verfolgung von Jaquelin. Anschließend beginnt eine Verwechslungskomödie, weil die Comtesse Mathilde plötzlich in Chalons auftaucht und sich als Ernestine, die inzwischen tatsächlich die Rolle der Göttin der Vernunft gespielt hat, ausgibt. Bei dieser Verkleidung wird die Comtesse vom Landbesitzer Bonhomme unterstützt. Die Comtesse verliebt sich bald in den Hauptmann Robert. Als dann tatsächlich die echte Ernestine auftaucht, kommt es zunächst zu Spannungen zwischen ihr und der Comtesse. Dann beschließen sie ihre vertauschten Rollen zunächst beizubehalten. Bald darauf erscheint ein Oberst namens Furieux, der die aus Paris verschwundene Göttin der Vernunft sucht. Dabei hält er die Comtesse, die sich ja als diese Göttin ausgibt, für seine Zielperson. Als er die Wahrheit erfährt und in der Comtesse eine zur Verhaftung ausgeschriebene Person erkennt, wird es für diese gefährlich. Mit Hilfe von Bonhomme kann sich die Comtesse zunächst vor der Verhaftung retten. Gleichzeitig gibt sich Ernestine als die echte Göttin der Vernunft zu erkennen. Oberst Furieux will nun zur Tat schreiten und die Comtesse und deren Geliebten, den Hauptmann Robert, verhaften. Allerdings kann er diesen Plan nicht mehr umsetzen, da einerseits die Nachricht von einem Umsturz in Paris, wo Robespierre gestürzt wurde, eintrifft. Zum anderen wird Chalons von deutschen Truppen eingenommen. Damit sind alle Verfolgten frei. Die Comtesse, die auch noch die Nichte des deutschen Generals, des Herzogs von Braunschweig, ist, heiratet mit dessen Segen ihren Robert. Auch Ernestine und Jaquelin finden wieder zusammen, und auch Bonhomme findet noch eine Freundin ab, mit der er sich verlobt.

## Musiknummern
Die folgenden Angaben sind der unter dem Abschnitt Tonträger aufgeführten CD von Naxos entnommen.
- Ouvertüre
- Nr. 1 „Bitte sehr Herr Offizier“ (Frauenchor)
- Nr. 2 Auftrittslied: „Soeben hab ich inspiziert die Mannschaft“ (Oberst Furieux)
- Nr. 3 „Kommt her, kommt her! Frohe Klänge, Militär“ (Chor)
- Nr. 3a Auftrittslied: „Den Säbel an der Seite, das Herz am rechten Fleck“ (Hauptmann Robert)
- Nr. 4 Auftrittslied: „In meinem Schloss behaglich saß ich“ (Bonhomme)
- Nr. 5 Terzettino: „Wir sind die Jakobiner“ (Die Jakobiner)
- Nr. 6 Auftrittslied: „Ein Lied, ein Lied“ (Comtesse)
- Nr. 7 Erzählung: „Robespierre der lose Schäker durch Vernunft regiert allein“ (Jaquelin)
- Nr. 8 Finale I: „O glaube uns charmantes Kind“ (alle)
- Nr. 8a Auftrittslied: „Als Directrice war ich ernannt soeben vom Convent“ (Ernestine) (Teil von Finale I)
- Nr. 9 Duett: „Wo bin ich? Ach ist es ein Traum?“ (Hauptmann Robert, Comtesse)
- Nr. 9a Solowalzer: „Schöne wilde Jugendzeit“ (Bonhomme)
- Nr. 10 Duett: „Sie sind in meinem Garten“ (Ernestine, Comtesse)
- Nr. 11 Gelöbnis Szene: „Bitte sehr Herr Offizier“ (alle)
- Nr. 12 Duett: „Als ich noch war Grisette“ (Jaquelin, Ernestine)
- Nr. 13 Finale II: „Nun denn … Ich bins … Ich leugne nicht“ (alle)
- Nr. 14 Einleitung zum dritten Akt (Orchester)
- Nr. 15 Introduktion und Solowalzer: „Hoch, dreimal hoch des Hauses Herr!“ (Comtesse, Chor)
- Nr. 16 Lied: „Über Felder, über Hecken“ (Ernestine)
- Nr. 17 Duett: „Sind jung die Gatten noch an Jahren“ (Susette, Furieux)
- Nr. 18 Quartett: „Vorwärts, greifet zu, nur immer frisch gewagt“ (Comtesse, Ernestine, Bonhomme, Robert)
- Nr. 19 Finale III: „Der Schöpfung Meisterstück ist der Husar“ (alle)

## Musikalische Weiterverwendung
Wie bei seinen anderen Operetten auch hat Johann Strauss einige eigenständige Werke nach Motiven aus dieser Operette geschaffen. Diese sind im Werkverzeichnis mit den Opuszahlen 471 bis 476 gekennzeichnet. Im Einzelnen handelt es sich um folgende Werke:
- Heut’ ist heut’, Opus 471 (nur Klavierausgaben 2-händig und 4-händig)
- Nur nicht mucken, Polka francaise, Opus 472 (nur Klavierausgabe 2-händig)
- Wo uns’re Fahne weht, Marsch, Opus 473
- Da nicken die Giebel, Polka-Mazurka, Opus 474 (nur Klavierausgabe 2-händig)
- Frisch gewagt, Galopp, Opus 475 (nur Klavierausgabe 2-händig)
- Quadrille, Quadrille, Opus 476 (nur Klavierausgabe 2-händig)

## Tonträger
Im Jahr 2011 brachte das Label Naxos eine CD-Einspielung der Operette heraus. Unter der Leitung von Christian Pollack spielt das Orchester Slovak Sinfonietta. Als Solisten wirkten Veronica Groiss, Manfred Equiluz, Kirlianit Cortes, Franz Födinger, Isabella Ma-Zach, Wolfgang Veith, Eva Maria Kumpfmüller und Andreas Mittermeier mit.